# Иосиф (Верещинский)
Иосиф Верещинский (пол. Józef Wereszczyński; около 1531, Збараж — около 1599, Краков) — церковный деятель, Киевский католический епископ (1592—1598), аббат бенедиктинского монастыря в Сецехуве. Духовный писатель, историк, мыслитель-гуманист. Доктор богословия.

## Биография

Герб Корчак

Родился около 1530 года, вероятно, в Збараже, в шляхетской семье герба Корчак холмского подсудьи Андрея Верещинского. Украинец по происхождению. Его отец, первым в роду, перешёл из православия в римо-католицизм.
Обучался в Красном Ставе. Духовный сан принял в молодые годы, однако неизвестно, когда и от кого он был посвящён во иерея, а также когда и при каких обстоятельствах перешёл в католицизм.
Стал доктором богословия. В 1571 — приходской священник. С 1577 года — каноник в Хелме, в 1581 был избран комендаторийным аббатом (игуменом) бенедиктинского монастыря в Сецехове. После смерти короля Стефана Батория приложил много усилий для избрания на трон Сигизмунда III Вазы, в благодарность за это тот в 1589 г. назначил Иосифа епископом-номинатом Киевским, с сохранением права управления аббатством. 5 июня 1592 папой Климентом VIII он был канонически утвержден в сане епископа Киевского, но рукоположен так и не был.
Запорожский гетман Ян Оришевский упоминал о намерении Киевского епископа Иосифа (Верещинского) превратить в кафедральный костёл древний киевский храм Святой Софии, но осуществить эту затею ему не удалось из-за недостатка средств. Своей епископской резиденцией он сделал Фастов.
Прилагал усилия для обеспечения безопасности южных и восточных границ Украины от набегов крымских татар и турок. Предлагал осуществить заселение пустовавших земель, организовать школу для солдат, советовал разместить там рыцарские ордена крестоносцев и Гроба Господня и обещал оказать всяческое содействие для их обеспечения. Он также пытался организовать антитурецкую лигу, одной из основных задач которой было освобождение от власти мусульман и обращение в католичество православного населения Балкан, и писал об этом папам Григорию XIV и Клименту VIII, императору Священной Римской империи Рудольфу II и русскому царю Фёдору Иоанновичу. В 1597 на Варшавском сейме он выступил за объявление войны турецкому султану.
В 1596 предложил великому коронному гетману Яну Замойскому проект создания Украинского княжества. Оно мыслилось им в виде казацкой республики во главе с князем, состоящей в унии с Польским королевством и Великим княжеством Литовским.
Умер в Кракове в 1598 или 1599.

## Творчество
Писал произведения нравственно-дидактического содержания.
Автор ряда политических, полемических, морализаторских и поэтических произведений, в частности «Верный путь к скорейшему и легкому заселению пустынь в русских областях Польского королевства, равно как и к более разумной защите всей пограничной страны от неприятелей святого креста» (1592), «Объявления о фундации рыцарской школы для сыновей коронных на Украине, подобно уставу мальтийских крестоносцев» (1594), «Побудка … с целью начала святой войны общей рукой против турок и татар» (1594), «Способ осадки Нового Киева и обороны бывшей столицы Киевского княжества …» (1595), «Голос на подъём мощной войны против турецкого царя» (1597). Особое значение имеет его «Войску Запорожскому пресвитлый выказ» (1596) о проекте создания на Украине княжества и казацких территориальных полков. Ему принадлежит старейшее описание Киева.
Как мыслитель и историк Иосиф Верещинский считается автором внедрения в политический словарь понятия «украинский народ» и наполнения его этнополитическим содержанием.